# 2013-as mű- és toronyugró-Európa-bajnokság
A kontinens legjobb mű- és toronyugrói június 18. és 23. között mérték össze tudásukat a németországi Rostockban, ahol 2009 után harmadszor rendezték meg a sportág önálló – vagyis nem a többi vizes rokonterülettel közös – Európa-bajnokságát.

## A versenyszámok időrendje
Az Európa-bajnokság eseményei helyi idő szerint:
| 2013. június 18., kedd | 2013. június 19., szerda | 2013. június 20., csütörtök |
| --- | --- | --- |
| 16:30 – 17:00 nyitóünnepség 17:30 – 18:20 csapatverseny                                                                                               | 09:00 – 11:25 Férfi 1 m (selejtező) 12:00 – 13:10 Női torony (selejtező) 15:30 – 16:45 Férfi 1 m (döntő) 17:30 – 18:45 Női torony (döntő)                   | 09:00 – 11:05 Férfi 3 m (selejtező) 12:00 – 12:25 Női torony szinkron (selejtező) 15:30 – 16:55 Férfi 3 m (döntő) 17:30 – 18:05 Női torony szinkron (döntő) |
| 2013. június 21., péntek | 2013. június 22., szombat | 2013. június 23., vasárnap |
| 09:00 – 10:25 Női 1 m (selejtező) 12:00 – 13:30 Férfi 3 m szinkron (selejtező) 15:30 – 16:40 Női 1 m (döntő) 17:30 – 18:15 Férfi 3 m szinkron (döntő) | 09:00 – 10:25 Női 3 m (selejtező) 12:00 – 12:35 Férfi torony szinkron (selejtező) 14:30 – 15:40 Női 3 m (döntő) 17:00 – 17:40 Férfi töröny szinkron (döntő) | 09:00 – 09:40 Női 3 m szinkron (selejtező) 12:00 – 13:25 Férfi torony (selejtező) 14:30 – 15:20 Női 3 m szinkron (döntő) 16:30 – 17:55 Férfi torony (döntő) |

## A versenyen részt vevő nemzetek
A kontinensviadalon 19 nemzet vett részt, melyen Magyarország négy női (Reisinger Zsófia, Gondos Flóra, Kormos Villő, Bogyay Anna) és két férfi (Bóta Botond, Somhegyi Krisztián) versenyzőt indított.
| Részt vevő nemzetek férfi / nő megbontásban | Részt vevő nemzetek férfi / nő megbontásban | Részt vevő nemzetek férfi / nő megbontásban | Részt vevő nemzetek férfi / nő megbontásban | Részt vevő nemzetek férfi / nő megbontásban | Részt vevő nemzetek férfi / nő megbontásban | Részt vevő nemzetek férfi / nő megbontásban | Részt vevő nemzetek férfi / nő megbontásban | Részt vevő nemzetek férfi / nő megbontásban | Részt vevő nemzetek férfi / nő megbontásban | Részt vevő nemzetek férfi / nő megbontásban | Részt vevő nemzetek férfi / nő megbontásban |
| ------------------------------------------- | ------------------------------------------- | ------------------------------------------- | ------------------------------------------- | ------------------------------------------- | ------------------------------------------- | ------------------------------------------- | ------------------------------------------- | ------------------------------------------- | ------------------------------------------- | ------------------------------------------- | ------------------------------------------- |
| nemzet                                      | F                                           | N                                           | nemzet                                      | F                                           | N                                           | nemzet                                      | F                                           | N                                           | nemzet                                      | F                                           | N                                           |
| Ausztria                                    | 2                                           | 1                                           | Görögország                                 | 2                                           | 2                                           | Magyarország                                | 2                                           | 4                                           | Románia                                     | 1                                           | 1                                           |
| Egyesült Királyság                          | 5                                           | 4                                           | Grúzia                                      | 1                                           | 0                                           | Németország                                 | 6                                           | 5                                           | Spanyolország                               | 2                                           | 0                                           |
| Fehéroroszország                            | 3                                           | 1                                           | Hollandia                                   | 2                                           | 2                                           | Norvégia                                    | 3                                           | 0                                           | Svédország                                  | 2                                           | 1                                           |
| Finnország                                  | 2                                           | 3                                           | Lengyelország                               | 1                                           | 1                                           | Olaszország                                 | 7                                           | 5                                           | Ukrajna                                     | 6                                           | 6                                           |
| Franciaország                               | 2                                           | 3                                           | Litvánia                                    | 1                                           | 0                                           | Oroszország                                 | 6                                           | 5                                           |                                             |                                             |                                             |

F = férfi, N = nő

## Eredmények

### Éremtáblázat
| #        | nemzet             | arany | ezüst | bronz | összesen |
| 1        | Ukrajna            | 4     | 1     | 2     | 7        |
| 2        | Oroszország        | 3     | 4     | 4     | 11       |
| 3        | Németország        | 2     | 4     | 4     | 10       |
| 4        | Olaszország        | 2     | 1     | 0     | 3        |
| 5        | Egyesült Királyság | 0     | 1     | 1     | 2        |
| összesen | összesen           | 11    | 11    | 11    | 33       |

### Éremszerzők
| versenyszám   | arany                                  | ezüst                                | bronz                                      |
| csapatverseny |                                        |                                      |                                            |
| csapat        | Julia Prokopcsuk / Olekszandr Bondar   | Tina Punzel / Sascha Klein           | Julija Koltyunova / Jevgenyij Kuznyecov    |
| férfiak       |                                        |                                      |                                            |
| 1 m           | Illja Kvasa                            | Martin Wolfram                       | Oliver Homuth                              |
| 3 m           | Ilja Zaharov                           | Jevgenyij Kuznyecov                  | Patrick Hausding                           |
| 3 m szinkron  | Jevgenyij Kuznyecov / Ilja Zaharov     | Patrick Hausding / Stephan Feck      | Olekszandr Horskovozov / Oleg Kologyij     |
| 10 m          | Olekszandr Bondar                      | Patrick Hausding                     | Viktor Minyibajev                          |
| 10 m szinkron | Patrick Hausding / Sascha Klein        | Viktor Minyibajev / Artyom Cseszakov | Olekszandr Horskovozov / Dmitro Mesenszkij |
| nők           |                                        |                                      |                                            |
| 1 m           | Tania Cagnotto                         | Nagyezsda Bazsina                    | Marija Poljakova                           |
| 3 m           | Tina Punzel                            | Tania Cagnotto                       | Nagyezsda Bazsina                          |
| 3 m szinkron  | Tania Cagnotto / Francesca Dallapé     | Hanna Piszmenszka / Olena Fedorovna  | Rebecca Gallantree / Alicia Blagg          |
| 10 m          | Julia Prokopcsuk                       | Julija Koltyunova                    | Maria Kurjo                                |
| 10 m szinkron | Julija Koltyunova / Natalja Goncsarova | Tonia Couch / Sarah Barrow           | Maria Kurjo / Julia Stolle                 |